# كوباكابانا (بوليفيا)
كوباكابانا مدينة سياحية وبلدية في بوليفيا ، عاصمة مقاطعة مانكو كاباك في إدارة لا باز  .
تقع المدينة غرب شبه جزيرة كوباكابانا ، على ضفاف بحيرة تيتيكاكا ، وعلى بُعد 155 كيلومترًا من مدينة لاباز. تُعدّ كوباكابانا مركزًا دينيًا هامًا في البلاد ، كما تشتهر بسمك السلمون المرقط وأجوائها الخلابة.

تقع المدينة بين جبلي كالفاريو ونينو كالفاريو، ويبلغ عدد سكانها حوالي 6000 نسمة، تشتهر كوباكابانا بالاحتفالات الدينية والتراث الثقافي والمهرجانات التقليدية في جميع أنحاء بوليفيا .